# Shiba Inu (kriptovaluta)
 A Shiba Inu token (ticker: SHIB) egy decentralizált kriptovaluta, amelyet 2020 augusztusában hozott létre egy névtelen személy vagy csoport, „Ryoshi”. Társalapítója, Shytoshi Kusama szintén egy álneves fejlesztő, a Shiba Inu ökoszisztéma vezető fejlesztője egyben. Jelentős szerepet tölt be a közösség irányításában. A token a nevét a Shiba Inu (柴犬) japán kutyafajtáról kapta, amely a Chūbu régióból származik. Ugyanaz a fajta, amelyet Dogecoin szimbóluma is ábrázol, eredetileg a Doge mémen alapuló szatirikus kriptovaluta. A Shiba Inu-t "mémtokenként " és pump and dump sémaként is jellemzik. Aggodalomra ad okot az is, hogy az érmekínálat jelentős része egyetlen „bálna” tárcájába koncentrálódik, amely több milliárd dollár értékű tokent jelent. A SHIB tokent a 2021-2022-es általános kriptorali alatt őrült méretű lakossági befektetői érdeklődés kísérte a napi magas árfolyamnövekedése miatt, ami a kimaradástól való félelem (FOMO) hatáshoz vezetett a lakossági befektetők körében.
A Shiba Inu 2020 augusztusában jött létre, és mint „Dogecoin-gyilkos” pozicionálta magát. 2021. május 13-án Vitalik Buterin több mint 50 billió SHIB-t adományozott (akkori értéke több mint 1 milliárd dollár) az indiai COVID-Crypto Relief Fund-nak.
2021 októberének elején a kriptovaluta árfolyama jelentősen megugrott. Értéke 240%-kal nőtt egy hét alatt. November elején azonban az árfolyam bezuhant és a hónap végére mintegy 55%-ot veszített értékéből.
2021 decemberében az “Ask the doctor” nevű kanadai vállalat beperelte a Shiba Inu fejlesztőit, miután 1,5 millió dollár értékben vásároltak a mémtokenből. A cég azután kezdett perrel fenyegetőzni, hogy a Shiba Inu készítői megtagadták, hogy felfedjék a valódi kilétüket.

## Fordítás
Ez a szócikk részben vagy egészben  a   Shiba Inu (cryptocurrency) című angol Wikipédia-szócikk ezen változatának fordításán alapul.  Az eredeti cikk szerkesztőit annak laptörténete sorolja fel. Ez a jelzés csupán a megfogalmazás eredetét és a szerzői jogokat jelzi, nem szolgál a cikkben szereplő információk forrásmegjelöléseként.